# 叶菲姆·盖勒
叶菲姆·盖勒（俄語：Ефим Петрович Геллер，1925年3月8日—1998年11月17日），苏联国际象棋棋手、特级大师。
盖勒曾两度获得苏联国际象棋锦标赛冠军（1955年、1979年），四度获得乌克兰国际象棋锦标赛冠军（1950年、1957年、1958年、1959年）。1991年，盖勒在世界老年国际象棋锦标赛并列第一。次年，他又在该项比赛中夺冠。此外，他还曾担任过世界冠军鲍里斯·斯帕斯基与阿纳托利·卡尔波夫的教练。